# 밥슨 칼리지
밥슨 칼리지(Babson College)는 미국 매사추세츠주 웰즐리에 위치한 사립 경영대학원이다. 1919년 설립되었으며 기업가정신교육에 집중하고 있다. 로저 W. 밥슨에 의해 남자비즈니스대학으로 설립되었다가 1970년에 남녀공학이 되었다.